# The Weekend (Michael Gray)
The Weekend è un singolo del disc jockey britannico Michael Gray, pubblicato il 1º novembre 2004. Il singolo ha visto la collaborazione della cantante britannica Shena.
La canzone è presente in Grand Theft Auto IV: The Ballad of Gay Tony.

## La canzone
Il brano utilizza un sample di Back at Ya del gruppo Kerr. Inizialmente ne è uscita una versione che prevedeva solo una piccola parte cantata (il ritornello: I can't wait, for the weekend to begin, interpolato da Get Down Saturday Night di Oliver Cheatham), che ha ottenuto un buon successo, incrementato a seguito dell'aggiunta di un'ulteriore parte vocale, cantata da Shena.
Di notevole successo nei club di tutta Europa, da segnalare che in Italia è rimasto al vertice della classifica dei singoli più ballati per ben 13 settimane, dal settembre al dicembre nella Italian Club Chart del 2004.
Nel video relativo al brano si osservano delle ragazze che ballano attorno ad una fotocopiatrice.
Nel 2012 Michael Gray ne ha realizzato un remake in collaborazione con i Roll Deep.

## Tracce
1. The Weekend (Radio Mix)
2. The Weekend (Vocal 12" Version)
3. The Weekend (Original 12" Version)
4. The Weekend (Nick Fanciulli Vocal Mix)
5. The Weekend (Video)

## Classifica
| Chart                         | Peak |
| ----------------------------- | ---- |
| Australian ARIA Singles Chart | 6    |
| UK Singles Chart              | 7    |
| Belgium Singles Chart         | 11   |
| Dutch Singles Chart           | 12   |
| Finnish Singles Chart         | 19   |
| Italian Singles Chart         | 20   |
| German Singles Chart          | 22   |
| Irish Singles Chart           | 22   |
| World Singles Chart           | 34   |
| French Singles Chart          | 36   |
| Austrian Singles Chart        | 49   |
| Swiss Singles Chart           | 49   |